# Sintaxa frazei
Sintaxa frazei este partea gramaticii care studiază modul de combinare a propozițiilor în fraze și raporturile sintactice dintre propoziții (coordonarea, subordonarea și diferitele tipuri de propoziții subordonate).